# Nogometni Klub Radomlje
Il Nogometni Klub Radomlje è una società calcistica slovena con sede nella città di Radomlje.
Fondato nel 1972, il club nella stagione 2013-2014 milita nella Druga slovenska nogometna liga.

## Storia
Il club fu fondato nel 1972 da un gruppo di operai locali. La squadra militò nelle serie minori in ambito locale e dilettantistico del campionato jugoslavo di calcio fino all'indipendenza della Slovenia conseguita nel 1991. Nella stagione 2014–15, il Radomlje debuttò nel massimo campionato sloveno, la Prva slovenska nogometna liga.

## Strutture

### Stadio
Il club gioca le gare casalinghe allo sports park, che ha una capacità di 380 posti a sedere.

## Rosa 2023-2024
| N. |                                 | Ruolo | Calciatore       |
| -- | ------------------------------- | ----- | ---------------- |
| 1  | Slovenia (bandiera)             | P     | Vjekoslav Andrić |
| 3  | Bosnia ed Erzegovina (bandiera) | D     | Stipo Marković   |
| 4  | Croazia (bandiera)              | D     | Tin Karamatić    |
| 5  | Slovenia (bandiera)             | D     | Gregor Kosec     |
| 6  | Slovenia (bandiera)             | C     | Igor Barukčič    |
| 7  | Albania (bandiera)              | A     | Liridon Osmanaj  |
| 8  | Slovenia (bandiera)             | C     | Tomaž Avbelj     |
| 9  | Slovenia (bandiera)             | A     | Marko Nunić      |
| 10 | Slovenia (bandiera)             | C     | Luka Cerar       |
| 11 | Slovenia (bandiera)             | A     | Kristijan Šipek  |
| 11 | Slovenia (bandiera)             | A     | Luka Gajić       |
| 12 | Slovenia (bandiera)             | P     | Tim Kruljac      |
| 15 | Slovenia (bandiera)             | D     | Gal Primc        |
| 17 | Slovenia (bandiera)             | C     | Marko Kovjenič   |

| N. |                     | Ruolo | Calciatore        |
| -- | ------------------- | ----- | ----------------- |
| 19 | Slovenia (bandiera) | C     | Robi Jakovljević  |
| 20 | Slovenia (bandiera) | A     | Grega Marinšek    |
| 21 | Slovenia (bandiera) | A     | Dušan Stoiljković |
| 22 | Slovenia (bandiera) | P     | Aljaž Ivačič      |
| 23 | Slovenia (bandiera) | D     | Domen Jugovar     |
| 29 | Croazia (bandiera)  | C     | Josip Balić       |
| 33 | Slovenia (bandiera) | D     | Tine Hlede        |
| 39 | Slovenia (bandiera) | D     | Tadej Rems        |
| 42 | Slovenia (bandiera) | D     | Denis Lidjan      |
| 44 | Slovenia (bandiera) | D     | Rok Jazbec        |
| 55 | Slovenia (bandiera) | D     | Milan Anđelković  |
| 71 | Slovenia (bandiera) | D     | Žan Kumer         |
| 97 | Slovenia (bandiera) | A     | Miha Vidmar       |
| 99 | India (bandiera)    | P     | Som Kumar         |

## Palmarès

### Competizioni nazionali
- 2. SNL: 2

2015-2016, 2020-2021
- Tretja slovenska nogometna liga: 1

2010-2011

### Altri piazzamenti
- Coppa di Slovenia:

Semifinalista: 2019-2020
- Druga slovenska nogometna liga:

Terzo posto: 2018-2019